# Quartetto Fonè
Il Quartetto Fonè è un quartetto d'archi italiano.

## Storia del gruppo
Il quartetto d'archi Fonè, formatosi a Firenze sotto la guida di Franco Rossi, violoncellista del Quartetto Italiano, dopo varie affermazioni in concorsi nazionali (Trapani, Stresa, Palmi, Vittorio Veneto), nel 1989 ha vinto il primo premio al Concorso internazionale "G.B. Viotti" di Vercelli, e nel dicembre 1991 ha ottenuto il secondo premio al Concorso Internazionale "Dmitrij Šostakovič" di San Pietroburgo, dove ha ricevuto anche un premio speciale della giuria e il Premio "Šostakovič", assegnato dalla famiglia del compositore.
Particolarmente importanti per la sua formazione musicale sono stati gli incontri con il Quartetto Borodin, insieme al quale ha presentato l'Ottetto di Šostakovič in varie città italiane, e con il Quartetto di Tokyo, con il quale ha studiato negli Stati Uniti dal 1990 al 1992 grazie ad una borsa di studio dell'Università di Yale; il quartetto è stato poi invitato al Norfolk Music Festival in qualità di quartet-in-residence, per prendere parte all'esecuzione integrale degli ultimi quartetti di Beethoven (1992) e dei quartetti di Bartok (1994); inoltre, su invito del Quartetto Guarnieri, ha partecipato al Festival di Evian in Francia.
Il quartetto ha tenuto concerti nelle maggiori stagioni concertistiche italiane (il Teatro alla Scala a Milano, il Teatro La Fenice a Venezia, il Maggio Musicale Fiorentino, la Stagione Musicale del Teatro della Pergola a Firenze, il Ravenna Festival, il Festival internazionale di musica da camera di Cervo ed altri), e all'estero si è esibito in Germania, Austria, Grecia, Giappone e Stati Uniti. 
Ha inoltre effettuato registrazioni per la RAI, l'ORF e la Rete televisiva canadese; RAI Tre ha inoltre trasmesso in video l'esecuzione integrale degli ultimi quartetti di Beethoven (op. 95, op.130 con Grande Fuga, op. 133, op.132) che il Quartetto Fonè ha condiviso con il Quartetto Hagen e il Quartetto Bartok per l'Accademia Filarmonica Romana.
Il repertorio del Quartetto Fonè concentra particolarmente l'attenzione sulle composizioni per quartetto di Beethoven e di Bartok, eseguite in cicli integrali presso diverse società italiane; inoltre si è dedicato parallelamente alla diffusione della musica contemporanea, con prime esecuzioni di Francesco Pennisi, Adriano Guarnieri, Gilberto Cappelli, Pietro Grossi, Paolo Aralla e Claudio Scannavini.
Fra gli artisti con i quali il quartetto ha collaborato figurano: Hansjörg Schellenberger, primo oboe della Filarmonica di Berlino; i pianisti Carlo Bruno, Alexander Lonquich, Pier Narciso Masi, Benedetto Lupo, Pietro De Maria; i flautisti Giorgio Zagnoni e Peter Lukas Graf; i clarinettisti Anthony Pay e Karl Leister; l'arpista Ursula Holliger; il violista Danilo Rossi; il violoncellista Miclos Perenyi e il contrabbassista Alberto Bocini.
Ha realizzato tre incisioni per la ARK e la Ermitage: fra queste il quintetto op. 163 di Schubert con Franco Rossi come secondo violoncello; il Quartetto n.2 op.17 di Bartok, il quartetto nº 8 di Šostakovič; il sestetto “Souvenir de Florence” op.40 di Čajkovskij con Sadao Harada, 
violoncellista del Quartetto di Tokyo, e Harald Schoneweg, violista del Quartetto 
Cherubini.
Più di recente il quartetto si è misurato con un repertorio più vicino alla musica jazz, insieme al clarinettista Gabriele Mirabassi.
Nel 2014 i componenti del quartetto fondano la "Società del Quartetto di Firenze", dando seguito alla "Società del Quartetto" costituita nel 1862 da Abramo Basevi, il quale organizzò dal 1861 al 1864 un Concorso di composizione dedicato al quartetto d'archi. Il "Progetto Basevi", principale espressione di questa associazione, si propone di recuperare e diffondere il materiale musicale relativo a tale concorso, conservato presso il Conservatorio Luigi Cherubini,
Nel giugno 2015 il Fonè ha partecipato in diretta da Forlì alla Festa di Radio3, presentando il quartetto n. 6 di Bela Bartok e il quartetto n. 8 di Dmitrij Šostakovič all'interno del programma "Lezioni di musica" condotto da Luca Mosca.

## Formazione storica
- Paolo Chiavacci, Marco Facchini, violini
- Luciano Bertoni viola
- Ilaria Maurri violoncello